# Sarah Lennox

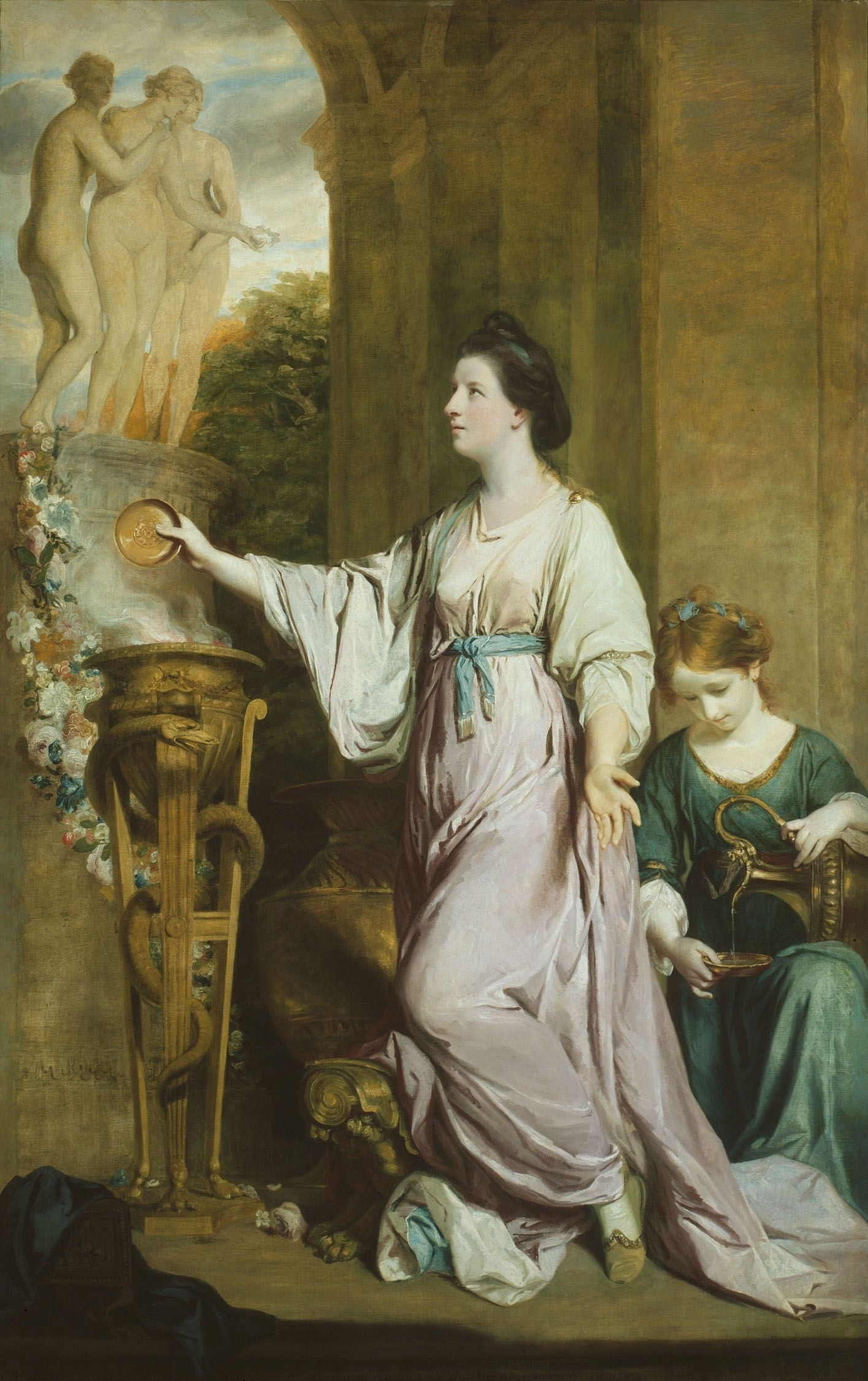
Lady Sarah Lennox

Sarah Napier, z domu Lennox, primo voto Bunbury (ur. 14 lutego 1745 r., zm. w sierpniu 1826 r.), córka Charlesa Lennoksa, 2. księcia Richmond i Lennox, i lady Sarah Cadogan, córki 1. hrabiego Cadogan.
We wczesnym dzieciństwie straciła rodziców (ojciec zmarł w 1750 r., matka rok później). Lady Sarah wychowywała się w Irlandii, u swojej starszej siostry, lady Emilii, i jej męża, lorda Kildare'a. W 1758 r. powróciła do Londynu. Opiekę nad nią przejęła najstarsza z rodzeństwa, lady Caroline Lennox, żona Henry'ego Foksa. Często pojawiała się na Dworze Królewskim. Była ulubienicą króla Jerzego II. Wpadła również w oko następcy tronu, księciu Jerzemu, wnukowi monarchy.
W 1760 r. książę Jerzy wstąpił na tron Wielkiej Brytanii jako Jerzy III. 15-letnia Sarah została ponownie przedstawiona na Dworze, a życzliwe przyjęcie ze strony króla rozbudziło nadzieje rodziny, że lady Sarah zostanie kolejną królową. To właśnie obawa przed nadmiernymi ambicjami krewniaków Sary spowodowała, że król nie odważył się uznać jej za kandydatkę na żonę. Sarah zakochała się zresztą w lordzie Newbattle, wnuku 3. markiza Lothian. Rodzina przekonała ją jednak, aby zerwała z Newbattlem, ale plany małżeńskie krewniaków Sary zostały już storpedowane przez królewskich doradców, zwłaszcza lorda Bute'a, który obawiał się utraty wpływów na rzecz Henry'ego Foksa. Król Jerzy poprosił ostatecznie Sarę, aby była druhną na jego ślubie z Charlottą von Mecklenburg-Strelitz. Lady Sarah zwierzyła się wówczas przyjaciółce, że "na szczęście dla mnie, nie kochałam króla, tylko go lubiłam".
Lady Sarah odrzuciła oświadczyny Jamesa Haya, 15. hrabiego Erroll i poślubiła Thomasa Charlesa Bunbury'ego, późniejszego 6. baroneta (maj 1740 - 31 marca 1821), syna Williama Bunbury'ego, 5. baroneta, i Eleonor Graham, córki Vere'a Grahama. Ślub miał miejsce 2 czerwca 1762 r. w Holland House Chapel w Kensington w Londynie. Mąż znany był jako fircyk i miłośnik wyścigów konnych. Małżeństwo to spotkało się z oporem krewnych Sary. Wkrótce między małżonkami zaczęło dziać się coraz gorzej, a zachowanie Sary (hazard i cudzołóstwo) pogarszały reputację niedoszłej królowej. W 1769 r. lady Sarah urodziła córkę, Louise, po czym opuściła męża i zamieszkała z lordem Williamem Gordonem, swoim kuzynem i biologicznym ojcem Louise. 14 maja 1776 r. specjalny Akt Parlamentu rozwiązał małżeństwo Sary z Bunburym.
W następstwie tych wydarzeń Sarah, poddana ostracyzmowi londyńskiego establishmentu, wycofała się z życia publicznego. 27 sierpnia 1781 r. poślubiła pułkownika George'a Napiera (11 marca 1751 - 13 października 1804), syna Francisa Napiera, 6. lorda Napier i Henrietty Johnston. Po ślubie małżonkowie zamieszkali w Irlandii, w hrabstwie Kildare. George i Sarah tworzyli razem zgodne i szczęśliwe małżeństwo. Doczekali się pięciu synów i trzech córek:
- Cecilia Napier (zm. 1808)
- Caroline Napier (zm. 1810)
- Charles James Napier (10 sierpnia 1782 - 29 sierpnia 1853)
- Emily Louisa Augusta Napier (11 lipca 1783 - 18 marca 1863), żona generała-porucznika Henry'ego Bunbury'ego, 7. baroneta (bratanka pierwszego męża lady Sarah), nie miała dzieci
- George Thomas Napier (30 czerwca 1784 - 8 września 1855)
- William Francis Patrick Napier (17 grudnia 1785 - 12 lutego 1860)
- Richard Napier (1787 - 13 stycznia 1868), ożenił się z Anną Stewart, nie miał dzieci
- kapitan Henry Edward Napier (5 marca 1789 - 13 października 1853), ożenił się z Caroline Bennett, miał dzieci

W 1994 r. Stella Tillyard napisała książkę o siostrach Lennox pt. "Arystokratki: Caroline, Emily, Louisa i Sarah Lennox, 1740-1832" (Aristocrats: Caroline, Emily, Louisa and Sarah Lennox, 1740-1832). Na jej podstawie nakręcono w 1999 r. serial pt. Arystokratci  w reżyserii Davida Caffreya. W rolę lady Sarah wcieliła się Jodhi May.